# Mikuma (1934)
Mikuma (jap. 三隈) – japoński ciężki krążownik typu Mogami o wyporności standardowej 12 400 ton, uzbrojony w 10 dział kalibru 203 mm w pięciu wieżach.
W zgodzie z traktatem londyńskim z 1930 roku, okręt został początkowo zbudowany jako krążownik lekki o wyporności 8500 ton w działami 155 mm w stoczni Mitsubishi Zōsensho w Nagoi, po czym wszedł do służby w cesarskiej marynarce wojennej 29 sierpnia 1935 roku. Został następnie zmodyfikowany do postaci krążownika ciężkiego z działami 203 mm. Podczas II wojny światowej wziął udział w bitwie w Cieśninie Sundajskiej, rajdzie na Ocean Indyjski oraz w bitwie pod Midway. Podczas ostatniej z nich ciężko zbombardowany przez bombowce nurkujące z amerykańskich lotniskowców, zatonął 6 czerwca 1942 roku.